# Mauricio Morales Olivares
Mauricio Morales Olivares (Santiago, Chile, 7 de enero de 2000) es un futbolista chileno que desempeña como mediocampista en Magallanes de la Primera B de Chile.

## Trayectoria
Formado en Club Universidad de Chile, es un jugador que se caracteriza por su despliegue físico y su buena distribución de juego.

### Universidad de Chile
Debuta en un partido de Copa Chile el 7 de septiembre de 2019 contra Cobresal, válido por la ida de los cuartos de final de dicha competición, iniciando el cotejo como un jugador titular.
Firma su primer contrato como profesional el 21 de diciembre de 2019, además de ser promovido al primer equipo para la temporada 2020 por el técnico Hernan Caputto.
En julio de 2022, tras comenzar a alternar con el equipo titular laico, se anuncia su renovación de contrato hasta fines de la temporada 2025.

### Deportes Antofagasta
Tras quedar relegado en consideración por parte del entrenador azul Mauricio Pellegrino, el 19 de julio de 2023 es anunciada su cesión a Deportes Antofagasta de la Primera B chilena por todo lo que resta de la temporada 2023.

## Selección nacional
Formó parte de la Selección sub-17 de Chile, siendo convocado por el técnico Hernán Caputto al Sudamericano sub-17 de 2017, dónde Chile obtuvo el segundo lugar. Posteriormente, fue convocado a la cita planetaria celebrada en India el mismo año, dónde participó en dos partidos, quedando Chile eliminado en fase de grupos
| Mundial                     | Sede  | PJ | Goles | Resultado      |
| --------------------------- | ----- | -- | ----- | -------------- |
| Sudamericano Sub-17 de 2017 | Chile | 9  | 0     | Subcampeón     |
| Copa Mundial Sub-17 de 2017 | India | 2  | 0     | Fase de grupos |

## Estadísticas

### Clubes
| Club                         | Div              | Temporada        | Liga  | Liga  | Copas nacionales | Copas nacionales | Torneos internacionales | Torneos internacionales | Total | Total |
| Club                         | Div              | Temporada        | Part. | Goles | Part.            | Goles            | Part.                   | Goles                   | Part. | Goles |
| ---------------------------- | ---------------- | ---------------- | ----- | ----- | ---------------- | ---------------- | ----------------------- | ----------------------- | ----- | ----- |
| Universidad de Chile · Chile | 1.ª              | 2019             | —     | —     | 1                | 0                | —                       | —                       | 1     | 0     |
| Universidad de Chile · Chile | 1.ª              | 2020             | 4     | 0     | —                | —                | —                       | —                       | 4     | 0     |
| Universidad de Chile · Chile | 1.ª              | 2021             | 5     | 0     | 3                | 0                | 1                       | 0                       | 9     | 0     |
| Universidad de Chile · Chile | 1.ª              | 2022             | 8     | 1     | 4                | 0                | —                       | —                       | 12    | 1     |
| Universidad de Chile · Chile | 1.ª              | 2023             | 7     | 0     | 1                | 0                | —                       | —                       | 8     | 0     |
| Universidad de Chile · Chile | Total club       | Total club       | 24    | 1     | 9                | 0                | 1                       | 0                       | 33    | 1     |
| Deportes Antofagasta · Chile | 2.ª              | 2023             | 8     | 0     | —                | —                | —                       | —                       | 8     | 0     |
| Deportes Antofagasta · Chile | Total club       | Total club       | 8     | 0     | 0                | 0                | 0                       | 0                       | 8     | 0     |
| Unión La Calera · Chile      | 1.ª              | 2024             | 0     | 0     | —                | —                | —                       | —                       | 0     | 0     |
| Unión La Calera · Chile      | Total club       | Total club       | 0     | 0     | 0                | 0                | 0                       | 0                       | 0     | 0     |
| Total en carrera             | Total en carrera | Total en carrera | 32    | 1     | 9                | 0                | 1                       | 0                       | 41    | 1     |
| 1. 2. 3.                     |                  |                  |       |       |                  |                  |                         |                         |       |       |